# Smęgorzów
Smęgorzów – wieś w Polsce położona w województwie małopolskim, w powiecie dąbrowskim, w gminie Dąbrowa Tarnowska.
| SIMC    | Nazwa          | Rodzaj    |
| ------- | -------------- | --------- |
| 0817706 | Bór            | część wsi |
| 0817712 | Granica        | część wsi |
| 0817729 | Kmiecie        | część wsi |
| 0817735 | Łężce          | część wsi |
| 0817741 | Wieś Wschodnia | część wsi |
| 0817758 | Wieś Zachodnia | część wsi |
| 0817764 | Zagrody        | część wsi |

W latach 1975–1998 miejscowość administracyjnie należała do województwa tarnowskiego.

## Zabytki
- Kościół w Smęgorzowie zaprojektował architekt Zygmunt Gawlik (twórca katedry w Katowicach).